# Diastylis mawsoni
Diastylis mawsoni är en kräftdjursart som beskrevs av William Thomas Calman 1918. Diastylis mawsoni ingår i släktet Diastylis och familjen Diastylidae. Inga underarter finns listade i Catalogue of Life.